# L7 (バンド)
L7（エル・セヴン）は、1985年にアメリカ合衆国カリフォルニア州ロサンゼルスで結成された女性ロックバンド（ガールズバンド）である。

## 略歴
1985年にドニータ・スパークス (Vo/G) とスージー・ガードナー (Vo/G) が中心となって結成され、結成後しばらくしてジェニファー・フィンチ (B/Vo)が加入する。その後、ドラマーとしてロイ・コウツキー (Dr)（男性）が加入し、1987年に1stアルバム『L7』をエピタフ・レコードからリリース。
1988年にドラマーのロイがアルコール中毒のため解雇され、アン・アンダーソン (Dr) が加入するも、バンドメンバーと音楽性の方向性が合わずアンは脱退。アンの後任としてディー・プラカスが加入することでバンドメンバーが固定し、バンド活動が軌道に乗り始める。
1989年にサブ・ポップと契約して1990年に2ndアルバム『スメル・ザ・マジック - Smell the Magic - 』をリリースした後、メジャー・レーベルスラッシュ・レコードと契約し、1992年に3rdアルバム『ブリックス・アー・ヘヴィ - Bricks Are Heavy - 』をリリースする。
1992年のレディング・フェスティバルにおいてドニータ・スパークスがステージ上で自分のタンポンを抜いて観客に投げ付けたり、イギリスでの深夜のバラエティ番組においてスパークスが自身の陰部をさらけ出したりしたことなどにより、バンドは知名度を上げていく。
1994年に4thアルバム『ハングリー・フォー・スティンク - Hungry for Stink - 』をリリース後、1996年にフィンチが脱退。5thアルバム『ビューティー・プロセス - The Beauty Process: Triple Platinum』リリース後に、ゲイル・グリーンウッドが新ベーシストとして加入する。
1999年に6thアルバム『Slap-Happy』をリリースした後、グリーンウッドに替わってジャニス・タナカがベーシストとして加入。
2001年、無期限の活動休止を発表。
また、1993年リリースされたhideの楽曲「Doubt」のPVでバックバンドを勤めている。
2014年に、バンドの公式Facebookにて再結成を発表した。メンバーは、スパークス、ガードナー、フィンチ、プラカスの4人。翌年には欧州ツアーとUSツアーを行い、現在も精力的にツアーを行っている。
2016年に、オリジナルメンバーのコウツキーが、53歳の若さでこの世を去った。同年には、ドキュメンタリー映画『L7: Pretend We're Dead』が公開された。
2019年に、およそ20年振りとなる新作、7thアルバム『Scatter the Rats』を、ジョーン・ジェットとケニー・ラグナが主宰するレーベル、ブラックハート・レコーズからリリースした。

## メンバー

### 現メンバー
- ドニータ・スパークス (Donita Sparks) (G/Vo) (1985 - 2001、2014 -)
- スージー・ガードナー (Suzi Gardner) (G/Vo) (1985 - 2001、2014 -)
- ジェニファー・フィンチ (Jennifer Finch) (B/Vo) (1985 - 1996、2014 -)
- ディー・プラカス (Demetra Plakas) (Dr) (1989 - 2001、2014 -)

### 元メンバー
- ジャニス・タナカ (Janis Tanaka) (B) (1999 - 2001)
- ゲイル・グリーンウッド (Gail Greenwood) (B) (1997 - 1999)
- グレタ・ブリンクマン (Greta Brinkman) (B) (1996 - 1997)
- アン・アンダーソン (Anne Anderson) (Dr) (1988 - 1989)
- ロイ・コウツキイ (Roy Koutsky) (Dr) (1986 - 1988) ※2016年死去

## ディスコグラフィ
- L7 (1988)
- スメル・ザ・マジック - Smell the Magic (1990)
- ブリックス・アー・ヘヴィ - Bricks Are Heavy (1992)
- ハングリー・フォー・スティンク - Hungry for Stink (1994)
- ビューティー・プロセス - The Beauty Process: Triple Platinum (1997)
- Off The Wagon/Guera (1997)
- Live: Omaha To Osaka (1998)
- Slap-Happy (1999)
- The Slash Years (2000)
- Scatter the Rats (2019)

## その他

### 映画
- ペット・セメタリー2(1992年) - Shitlist がサウンドトラックに収録。
- シリアル・ママ(1994年) - 架空のパンクバンド「Camel Lips」として出演。作中でGas Chamberを演奏した。
- ナチュラル・ボーン・キラーズ(1994年) - Shitlist がサウンドトラックに収録。冒頭の殺戮シーンでマロリーが曲に合わせて歌いながらダイナーの客を殺害する。(ディレクターズカット版では一部削除)
- タンク・ガール(1995年) - Shove がサウンドトラックに収録。

### ゲーム
グランド・セフト・オート・サンアンドレアス(2004年) - Pretend We’re Dead がサウンドトラックに収録。ゲーム中のラジオ局”Radio X”で流れている。